# カジノ

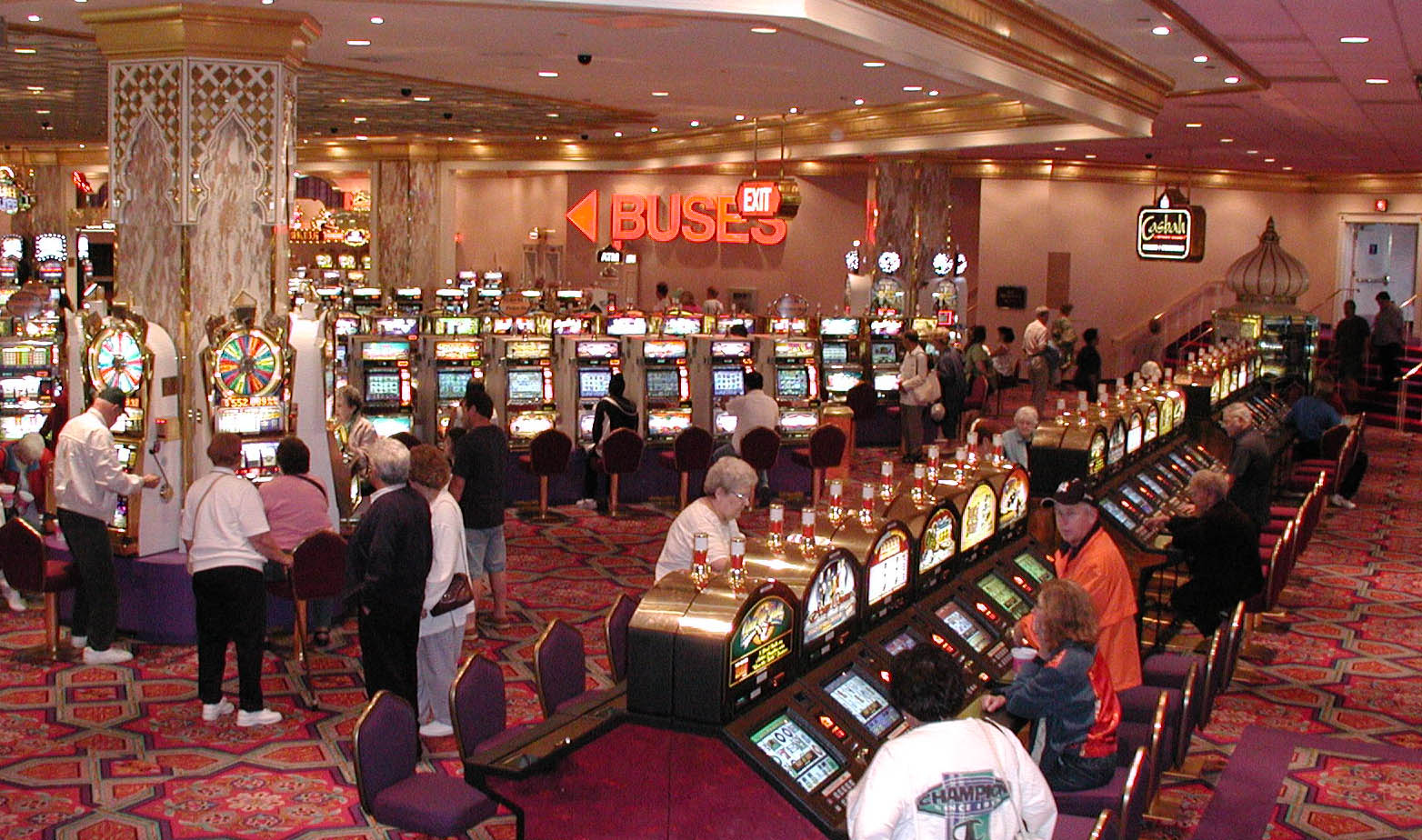
カジノでスロットマシンに興じる人々

カジノ（伊: casino）は、賭博を行う施設の一つ。ルーレットやブラックジャックなどのゲームで金銭を賭ける場所。日本で言う賭場。
カジノを含む統合型リゾートの施設は賭博を行う施設以外（ホテルやレストラン、ステージ、遊園地など）も一般的にカジノと称されるが、その施設内でカジノと言う場合は本項の賭博を行う建物やフロアなどを示す。

## 名称・発音
語源は家を指すイタリア語の「casa」に縮小の語尾「-ino」が付いたものである。語源のイタリア語では基本「カズィノ」、フランス語、ポルトガル語なども「カズィノ」。スペイン語や英語では通常「カスィノ」と発音される。ドイツ語のように地域によってsの発音が異なる場合など、どちらもあるいはその中間もあり得る。同一表記を採用していても、文字と発音の関係が言語によって異なるためで、表記優先の例。日本語「カジノ(IPA: /kadʒino/)」は音を表記できていない。

## 歴史

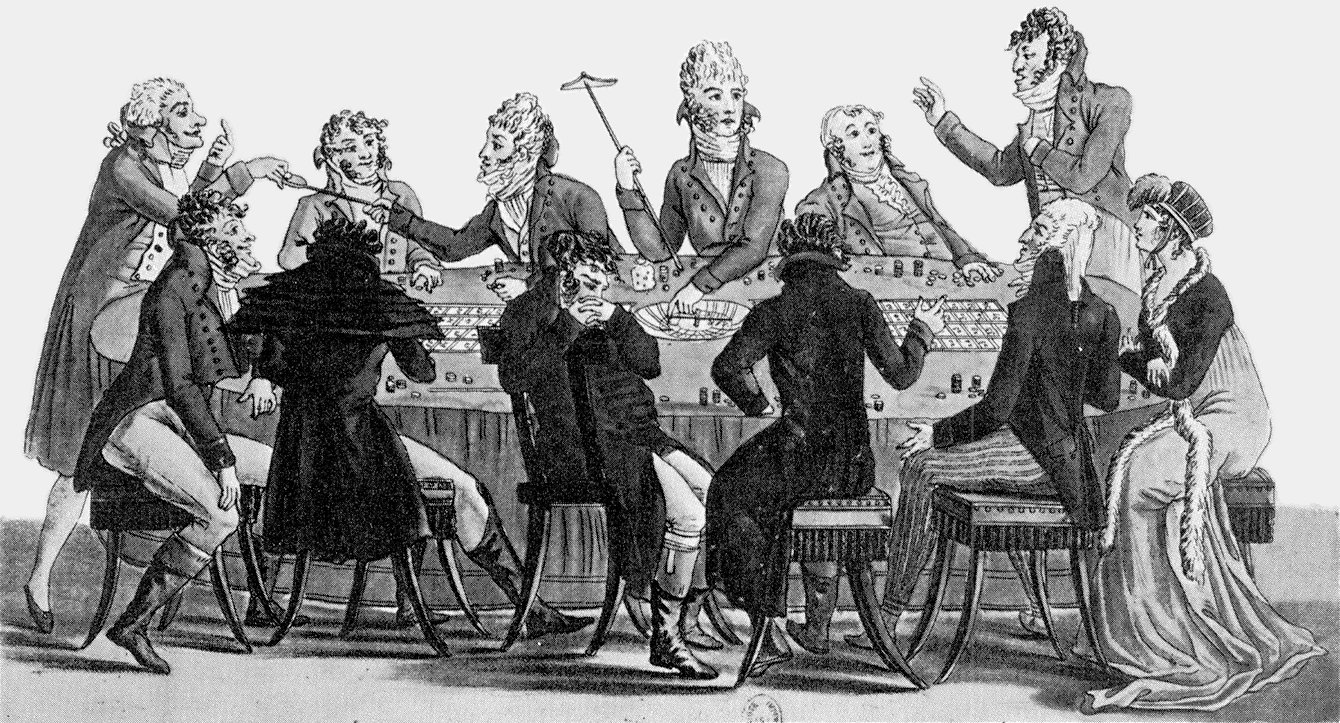
1800年代を舞台としたカジノ内の絵

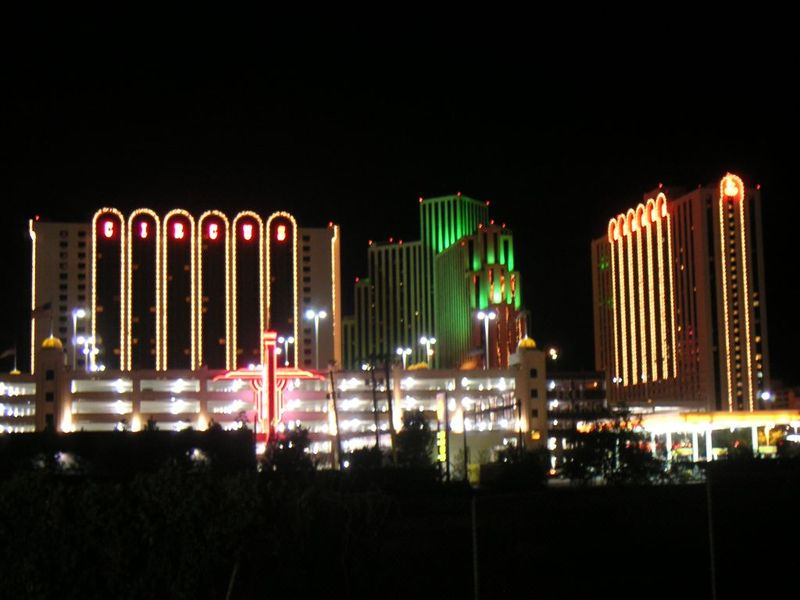
カジノは、客を誘い込むような派手な建物が多い

カジノはヨーロッパ起源とされる。ルイ15世の時代にフランスにおいて、カジノの元となる上流階級向けや庶民向けの賭博場が広まった。フランス革命によって王政が倒れると、賭博に対する制限が無くなり更に流行したが、総裁政府の時代には賭博場を公認としてコントロールしつつ、課税するようになった。ナポレオンは賭博規制を行った。第三共和政の1907年に合法化された。
イタリアでは1638年に世界最古と言われるカジノ・ディ・ヴェネツィアが作られた。
ドイツでは保養地のバーデン＝バーデンに最古のカジノができた。後発のヴィースバーデンのカジノは1771年設立という記録が残っている。イギリスには継続営業中のカジノとしては世界最古の「クロックフォード」が現存する。モナコでも19世紀にカジノが広まった。
アメリカでは1931年にネバダ州で合法化され、1940年代にはラスベガスがカジノの町として急速に発展した。1960年後半から1970年代になるとスペイン、オランダ、オーストラリア、南アフリカ共和国、ケニア、セネガル、アメリカのニュージャージー州などで合法化され新しいカジノが作られた。
1960年代以降、ラスベガスでは装飾や建築物を1つのテーマに合わせたテーマカジノが建設され、家族連れや地元客をターゲットにした新しいカジノが発展した。ショーやリゾート施設といったエンターテイメントとの融合施設が主流となっている。カジノゲーム自体では他社と差別化が図れないのがカジノビジネスの欠点であった。しかし、エンターテイメントショーで自社に顧客を集め、たとえエンターテイメントショー自体が赤字でも、ギャンブルから収益を得るビジネスモデルが一般化している。
その後、カジノは120か国以上で合法化されており、国によって制限内容は大きく異なる。世界で2000軒以上のカジノが存在し、観光資源の1つとして競争が行われている。1950年代のラスベガスに代表されるように非合法組織の関与は大きな問題とされ、それに対抗する規制強化が行われてきた。1990年代後半にはマカオにおいて、カジノを巡る抗争が激化したが、現在は沈静化している。

## 各国の状況

### ヨーロッパ
ヨーロッパでは格式の高いカジノがあり、ネクタイ着用など服装規定が定められている場合が多い。イギリスには126軒のカジノがあり、主要都市に分散している。ドイツのバーデン＝バーデンなどのカジノはその歴史から名所の1つになっている。ベルギーにも1930年開業のカジノがある。それ以外に第二次世界大戦後に新設されたカジノも存在する。フランスには小さいものを含めれば160軒以上のカジノが存在し、カンヌやニースの高級ホテルの近くには一流のカジノがある。
その他、モナコのモンテカルロには、1863年開業のグラン・カジノを始めとして、4つのカジノが集中している。イタリアのヴェネツィアには大衆向けカジノの他に、大運河沿いにヨーロッパで最も格式が高いカジノがある。ポルトガルは8つのカジノがあり、かつては上流階級が集う社交場だったが、カジノを禁止していたスペインが1977年に合法化すると客足を奪われた。スペインには25軒のカジノがあるが、大都市では禁止されている。
オランダにあるアムステルダム・スキポール空港のカジノは、世界初の空港カジノとして注目された。オーストリア、マルタ、スウェーデンにも小規模なカジノが存在する。デンマークは1991年、スイスは2000年から合法になった。
マルタでは2017年に女性記者が殺害された事件で関与したとして複数のカジノを経営していた男が逮捕され2019年欧州評議会は、反汚職の取り組みが不十分で規制強化が必要と指摘した。

### アメリカ

#### アメリカ合衆国
カジノの扱いは州によって異なり、10の州では合法とされているが、ハワイ州とユタ州ではカジノに限らずすべてのギャンブルが禁止されている。
ラスベガスは、1931年にネバダ州がギャンブルを合法化してから、カジノの町として急速に発展した。当初は銀行が融資を避けたため、複数の犯罪組織が資金提供や乗っ取りを行って経営に関与し、組織間の抗争まで行われた。
1959年にカジノのライセンスを管理するゲーミング・コミッション（Gaming Commission）とゲーミング管理委員会（GCB・Gaming Controle Board）が設立され、「犯罪に関わりのある人物の排除」や「マネーロンダリングに対する厳しい取締り」を行うことで、犯罪組織の影響を払拭した。2000年の統計では、ネバダ州のカジノ全体の収益は96億ドル、国内で1位である。
ニュージャージー州では、1976年に保養地のアトランティックシティ限定でカジノを合法化した。ラスベガス以上に厳しい規制があることから、カジノは12軒（2000年時点）と小規模だが、ニューヨークなどの大都市が近いため、年間3800万人が訪れ、1軒あたりの収益率は高い。
1980年代前半まで、アメリカ国内でカジノが合法化されていたのはネバダ州とニュージャージー州だけだったが、1980年代後半から他の州でも合法化され、ミシシッピ州のチュニカ（Tunica）のように経済発展する地域が生まれた。インディアナ州やアイオワ州などでは船上にカジノが作られ、クルーズしながら或いは桟橋に繋いだままゲームが行われている。
上記以外に、インディアン自治区におけるカジノ（インディアン・カジノ）が存在する。いくつかの自治区が、チャリティ等の目的限定で合法化しているビンゴについて制限を守らなかった事で州に訴えられたが、自治区では州の禁止には従うが、「規制」には従う必要が無いと主張し、認められた。自治区における賭博のルール作りのため、1988年にインディアン賭博規定法令（Indian Gaming Regulation Act）が定められた。この法により、州と自治区の間で事前に協議が必要になったが、禁止されていないゲームについてカジノを開くことが認められた。
1992年に開業したコネチカット州のフォックスウッズ・リゾート・カジノが成功すると、他の州の自治区でもカジノが建設され、2000年時点でインディアン・カジノは24以上の州に存在し、全体の利益は、ネバダ州を上回る約100億ドルと推測されている。

#### ラテンアメリカ
アルゼンチンには南米最大のカジノ、セントラル・カジノをはじめとして23のカジノが存在する。その他にコスタリカ、ホンジュラス、パナマ、チリ、コロンビア、エクアドル、パラグアイ、スリナム、ウルグアイにもカジノが存在する。ブラジル、ペルー、ボリビアでは非合法とされている。
カリブ海諸国では観光資源の1つとして新しいカジノが建てられている。さらに税法上などの点から、インターネットを使用したカジノの企業が拠点としている。ただしアメリカ合衆国等、法律でインターネット上のギャンブルを禁止している国から利用した場合は違法になる。

### アジア
マカオ、マレーシア、フィリピン、ネパール、韓国は比較的早い段階からカジノを認め、利益を上げている。特にマレーシア・ゲンティンハイランドのカジノは、1978年開業で人気が高い。フィリピンのカジノは地元客が多いが、韓国のカジノは旌善郡にある江原ランドを除き外国人専用で、入場には国籍チェックでパスポートが必要であり、日本に近いカジノ合法国であったことから、客の9割が日本人であった。近年は中国人観光客の急増により、客の大半が中華人民共和国からの客である。
インド、スリランカ、カンボジアでも合法化され、新たにカジノが建設されている。シンガポールも2005年にカジノが合法化され、2010年2月にセントーサ島に複合レジャー施設と共にオープンした。

#### マカオ

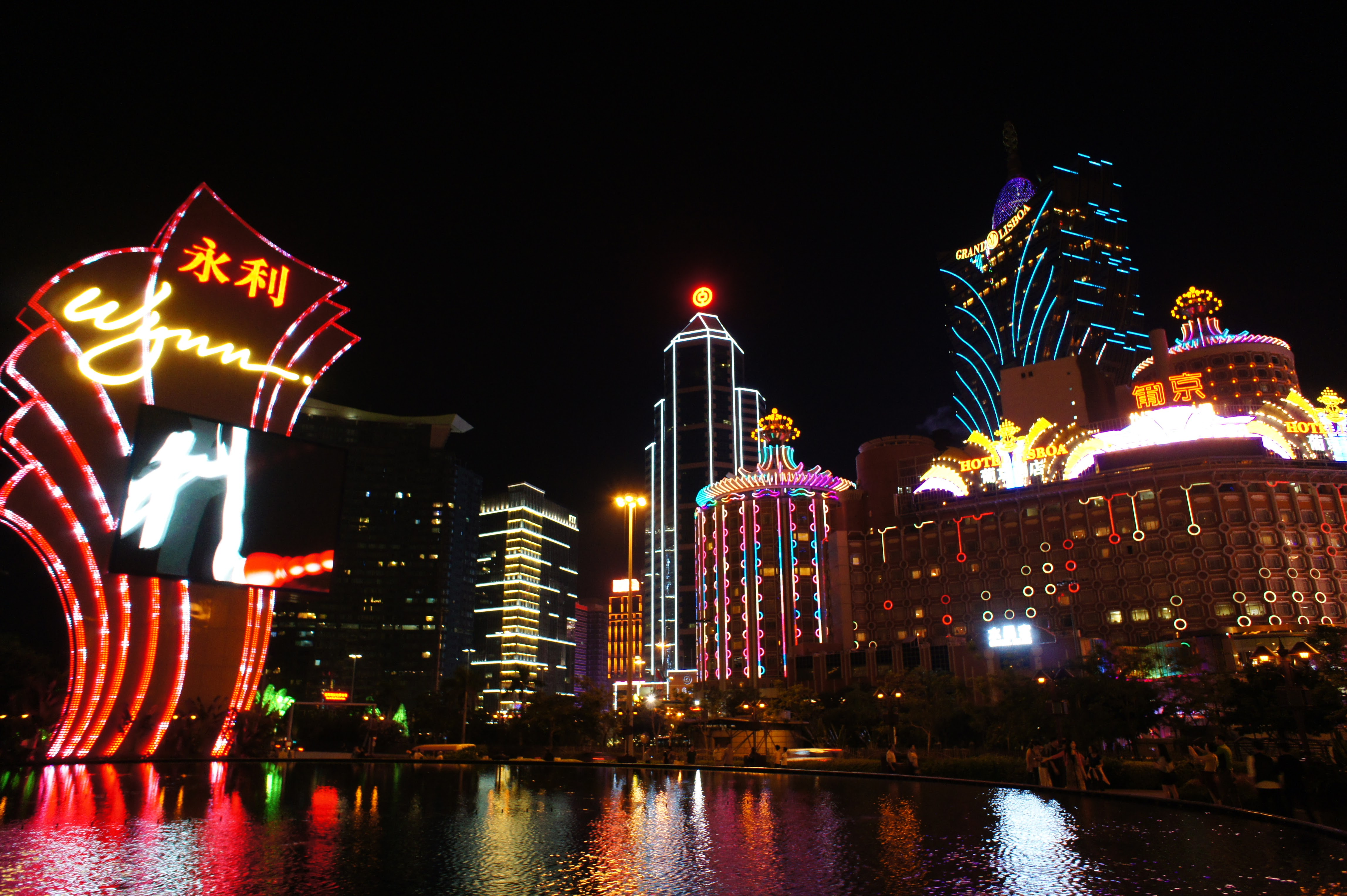
ウィン・マカオからリスボアの撮影

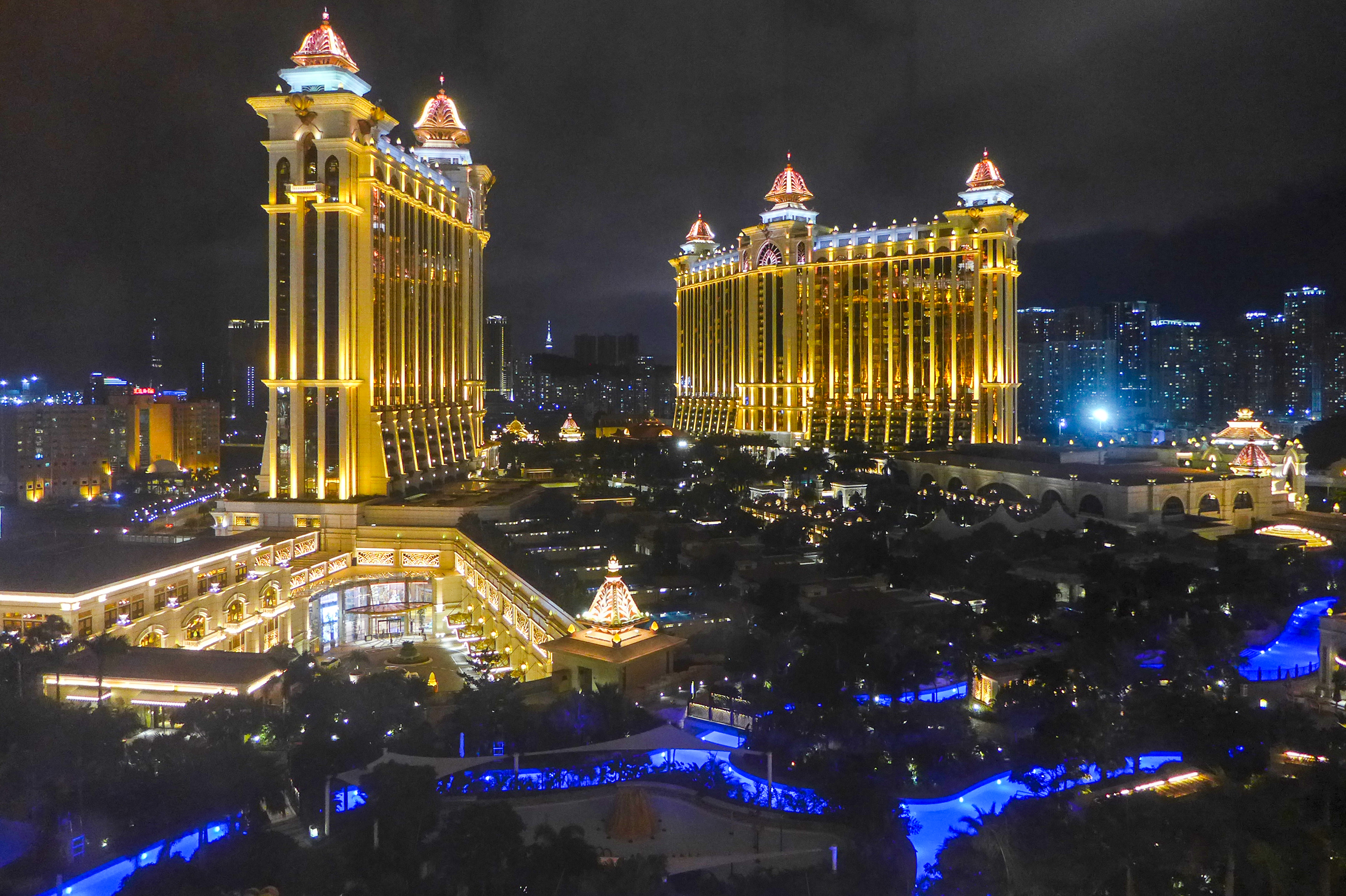
ギャラクシー・マカオ

中国の特別行政区であるマカオには、ポルトガル植民地時代からカジノが存在し、カスタンレー・ホーにより発展し独占状態であったが、2001年から外国資本に開放したことで、カジノ都市として急成長し、ラスベガスを上回る利益を上げる程に成長した。ザ・ベネチアン・マカオは、世界最大のカジノとして知られる。

#### カンボジア
タイとの国境にあるポイペトには外国人向けのカジノが多数存在する。タイではカジノの経営は許可されないため、タイ人からの観光客も多い。

#### 朝鮮民主主義人民共和国
平壌直轄市・羊角島国際ホテルにあるマカオとの合弁レジャーランド「平壌羊角島娯楽センター」にはカジノが存在する。

#### 韓国
江原特別自治道には半官半民のカジノリゾートがある。従業員採用を巡り2012－2013年に採用された約520人の大半が国会議員や中央省庁の公務員らの口利き（リストには推薦者欄があった）を受けていた大規模な不正が2015年に発覚した。

#### 日本
特定複合観光施設区域の整備の推進に関する法律の成立、施行以前は、刑法185条および186条（賭博及び富くじに関する罪）によって公営ギャンブルを除いた賭博行為が禁止されていたため日本国内でのカジノの設置は認められていなかった。
しかし、海外のカジノで一般的に行われている遊技自体が禁じられているわけではない。風俗営業法の第2条第5号に定義される営業（通称：第5号営業）として、景品や金銭と交換できないチップやメダルなどの遊技媒体を用い、客がカジノ的な雰囲気を楽しむカジノバーやメダルゲーム場などの営業を行うことは妨げていない。また、第5号営業でカジノ風の店を営業していることを単に「カジノ」と称される場合も有る。この場合の遊技場は、風俗営業適正化法により、ゲームの結果に従って賞品提供したり、チップの持ち出しや価値が記録された預り証を発行することが禁止されているため、パチンコ店の三店方式のようなシステムを取ることができない。しかし、これを隠れ蓑として賭博を行う者も存在し、たびたび摘発されている。
またそれら違法営業の中には、パチンコ・パチスロ機を用いた業態も現れている。外交特権を隠れ蓑とし、外交官宅などにカジノが設置される事例もあるが、2010年に元駐日コートジボワールの外交官の関連施設が、2014年には駐日ガーナ大使の自宅が摘発を受けている。
また、インターネットを使って世界のオンラインカジノを日本から接続してプレイすることも違法とされており、実際に摘発された事例もある。また、オンラインカジノを客にプレイさせて換金行為を行っていたインターネットカフェ(インターネットカジノ）は、賭博罪の容疑で摘発されている。
一部の地方自治体の中には税収や経済効果を求め、構造改革特区を目指す動きがある。石原慎太郎（当時東京都知事）や猪瀬直樹（石原の後任）、自由民主党や公明党などの一部の議員は、「国際観光産業振興議員連盟」（カジノ議連）を結成して合法化を求めている。
その一方で、日本共産党、社会民主党、幸福実現党、れいわ新選組は、ギャンブル依存症の拡大、多重債務の増加、青少年への悪影響、治安悪化、暴力団などの犯罪組織（反社会的勢力）の資金源になるなどの恐れを理由として、カジノ自体に反対している。しかし、日本でその根源になっているパチンコが若者から高年齢層まで全国各地で「いつでも・どこでも・気軽に」遊戯できる全国各地にあるのに対して、カジノは特定の場所のにしか設置が出来ないため、カジノ解禁がパチンコ業界では「遊技者減少」と「規制強化」されると懸念されている。立憲民主党の枝野幸男代表も「日本人がギャンブルで損した金を、米国に貢ぐ制度」として否定的な見解を示している。
2013年12月、自民・維新・生活の3党は「特定複合観光施設区域整備推進法案」を提出した。
2015年4月、自民・維新・次世代の3党は「特定複合観光施設区域整備推進法案」を再提出した。
2016年12月15日に「特定複合観光施設区域の整備の推進に関する法律」（IR推進法）が成立した。
2018年7月20日に「特定複合観光施設区域整備法」（IR実施法）が成立し、日本においてもカジノが解禁される事となった。
2019年12月、500ドットコムから賄賂を貰ったとして衆議院議員・秋元司が逮捕された。

## 船上
長期航海を行う大型クルーズ客船には、カジノが設置されている場合が多い。特に「Mass」「Casual Class」「Contemporary Class」と呼ばれる大衆層を対象とした大型の客船では、免税店とカジノのスペースを大きく取って収益を確保している。
船上カジノは慣れていない乗客が参加できるように賭け金を低額に設定し、ショーの延長として開催するなどの工夫されている。また参加者は暇つぶしに来ているため、期待値が非常に低いビンゴを毎日開催しても苦情は無いという。
合法的に営業するため、カジノが合法の国家の船籍で公海上のみ開いている。
一部の日本船籍の客船にも『カジノと称する施設』は設けられているが、船籍に基づき日本法が適用されることから、日本国内と同様に第5号営業として、チップを他の物に交換出来ない営業を行っている。このため日本船はカジノ収益による価格低減が図れず、大浴場などの設備で補っている。
日本国内の港を往復する場合でも航路によっては領海外に出ることから、カジノを有する外国船籍で運航し、領海外に出ている間に開場することで合法的に運営している旅行会社もある。また領海外では日本の消費税法が適用されないため、同時に免税店も開いている。

## カジノで行われるゲーム
カジノでおこなわれるゲームはカジノゲームともよばれている。

## コンプ
一般的にカジノでは、顧客（パトロンpatron）を囲い込む目的から、カジノで遊んだ金額や滞留時間に応じて、カジノでの飲食代や併設のホテルの宿泊費等を無料にする、もしくは割り引く、あるいはホテルの部屋のランクを無料でアップグレードするといったサービスを行っているところが多く、これを通称「コンプ」（complimentaryの略と言われる）と呼ぶ。豊富なカジノ資金を持つ客（ハイローラーHigh Roller）に対しては、来場に要する渡航費を全てカジノ側が負担するといったケースもある。また、入手が難しいホテル内のショーを予約なしで見られたり、VIP客専用の窓口により並ばずにチェックイン・チェックアウトや換金などの各種手続きができる、といったサービスもコンプに含まれる。
かつてコンプは、あらかじめ多額のゲーム資金をカジノホテルに預けたり、スロットマシンで高額のジャックポットを射止めた客などに与えられていたが、近年は、ラスベガスなどにおいては客のカジノへのロイヤルティ（loyalty）を上げるために、ポイントサービスによるコンプを提供するカジノが増えている。この場合、会員カードを提示させたり、スロットマシンではカードリーダーに挿入させることで、賭け金の累計やカジノに滞留していた時間など遊んだ履歴を記録し、これによって客を評価して、付与するコンプを半自動的に決定する。付与されるコンプは、ギャンブルでの勝ち負けは関係なく、あくまでいくら賭けて何時間遊んだかが評価される。また、評価のポイントとは別に、カジノホテル内で現金同様に利用できるポイントも付加され、客側はそのポイントの範囲内でコンプの内容を自分で選ぶことができる。

また、同様のサービスはオンラインカジノでも行われており、さまざまな形で「ボーナス」と呼ばれるチップを提供していることも多い。しかし、これらのボーナスチップは受け取り後、有効（使用可能な状態）にするため一定期間内に一定額の賭けを行わなくてはならなかったり、ボーナスチップを賭けには使用できるが引き出すことができない（プールに必ずボーナスチップが残るように引き出さなければならない）などの制約が多く、このような不自由を嫌うため、あえてボーナスを受け取らない客もいる。

## カジノの記録
カジノを含む統合型リゾートなど賭博を行う施設以外の規模も含まれる。

### 面積

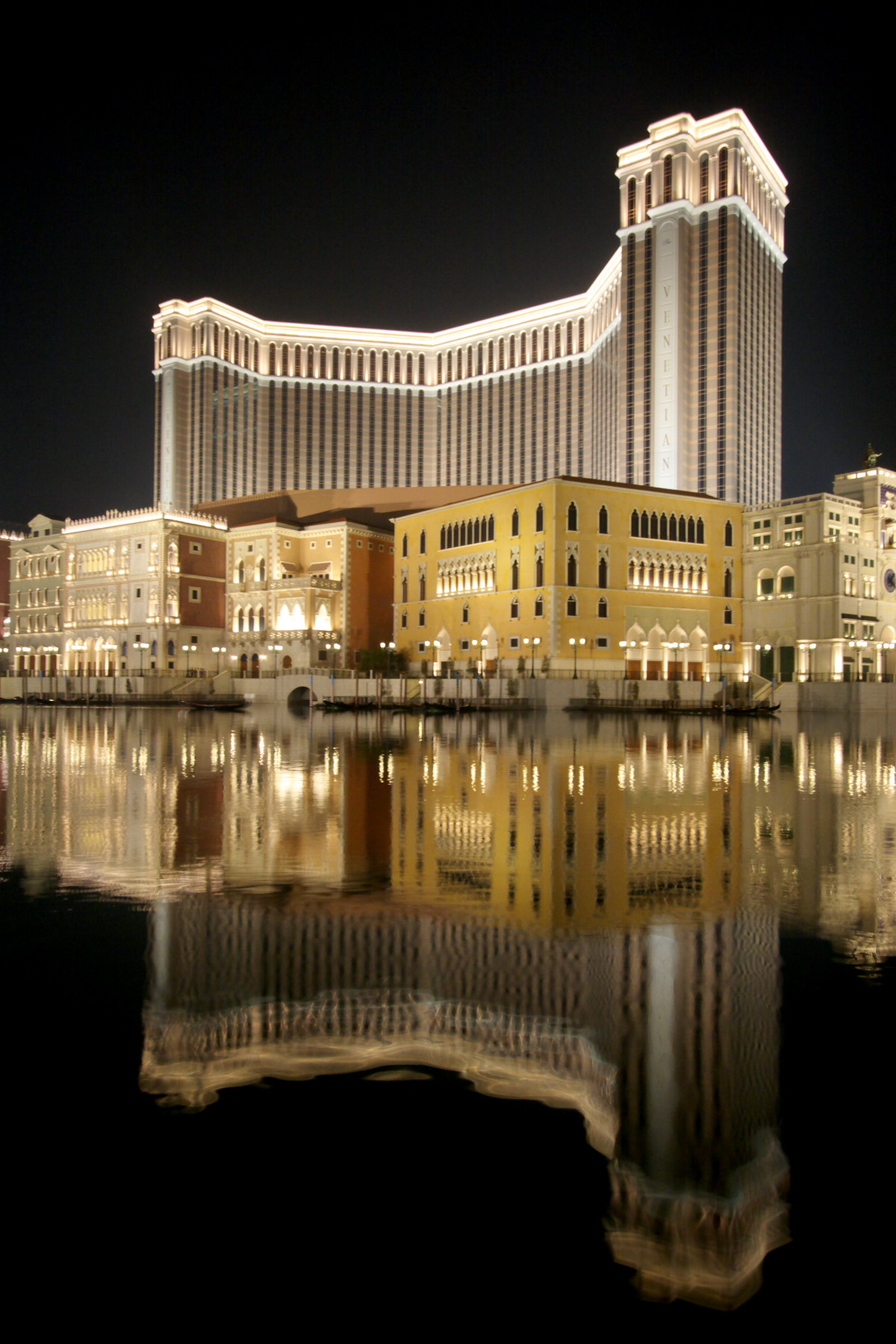
ベネチアンマカオリゾート

面積が広いカジノは世界的に見てアメリカに多く、世界一の面積を誇るカジノもアメリカにあったが、近年、マカオにその座を取られた（資本はアメリカの大手リゾート会社）。現に2006年のカジノ収益は、マカオがラスベガスを抜き、第一位になった。下記を参照。2 - 4位はアメリカで、フィリピンなど新規にカジノを作る際は、資本だけでなく運営ノウハウも提供している。
- 世界1位 - ベネチアンマカオリゾート（約51,000m2）
- 世界2位 - テキサスステーションカジノ（約25,000m2）
- 世界3位 - フォックスウッズ（約18,000m2）
- 世界4位 - MGMグランド（約16,000m2）

## カジノが出てくる作品

### 映画・ドラマ
- カジノ（1995年） - アメリカ合衆国の映画
- ラスベガスをぶっつぶせ（2008年） - アメリカ合衆国の映画
- ラスベガス（2003年 - ） - アメリカ合衆国のテレビシリーズ
- 天使にラブ・ソングを2（1993年） - アメリカ合衆国の映画
- 砂時計 (1995年) - 韓国ドラマ
- 007 カジノ・ロワイヤル（2006年） - アメリカ・イギリスの合作映画
- オーシャンと十一人の仲間（1960年） - アメリカ合衆国の映画
- オーシャンズ11（2001年） - アメリカ合衆国の映画　上記のリメイク
- ラッシュアワー2（2001年） - アメリカ合衆国の映画
- オーシャンズ13（2007年） - アメリカ合衆国の映画
- オールイン 運命の愛（2003年） - 大韓民国のテレビシリーズ

### ゲーム・アニメ・漫画
- Rioシリーズ（2003年） - パチスロ
- Rio RainbowGate!（2011年）  - アニメ
- カイジシリーズ（1996年） - 漫画
- グランド・セフト・オート・サンアンドレアス（2004年）  - ゲーム
- ルパン三世 カリオストロの城（1979年） - アニメ
- ドラゴンクエストシリーズ（4・5・6・7・8・10・11） - ゲーム
- Fallout: New Vegas (2010年) - ゲーム
- グランド・セフト・オートV (2013年) - ゲーム
- 20世紀少年(1999年) - 漫画